# 아담 항공
아담 항공(영어: Adam Air)은 2002년에 설립되어 2009년에 파산된 인도네시아의 저비용 항공사로 허브 공항은 수카르노 하타 국제공항으로 인도네시아의 항공사 중 가장 빠르게 성장한 항공사로 알려져 있었다.

## 개요
국내선과 국제선 21개 도시에 취항하고 인도네시아에서 3위 규모의 항공사였다. 기업의 색상은 오렌지를 시작으로 기내 승무원 유니폼과 또한 파일럿 유니폼에 사용했다. 보잉 737을 보유하고 있었지만 추가 확장을 위해 에어버스 A320를 주문했다.

## 운항 중단
2008년 3월 17일에 모든 여객 운항을 중지했다. 회사가 파일럿에 충분한 훈련을 하지 않는 데다가 기체 관리가 부실하면서 2007년과 2008년에 잇따라 사고가 발생했다. 이후 아담 아디토야 사장은 운항 정지를 부정하고 운항 축소를 인정했다. 한편 인도네시아 교통부는 회사가 안전 운항 기준을 충족하지로 임시 운항 정지 명령을 내렸다. 이후 2009년 2월 인도네시아 상업 법원은 파산을 공식 인정했다.

## 사건 및 사고
- 애덤에어 574편 추락 사고